# Javon Walton
Javon Walton és un actor estatunidenc conegut per la seva interpretació d'Ashtray a la sèrie d'HBO Euphoria. Després del seu treball a Euphoria, va començar a actuar a la sèrie de televisió Utopia.
El juny de 2019, Javon Walton va aparèixer a la sèrie de televisió d'HBO Euphoria com Ashtray, abans d'aconseguir un paper principal a la sèrie de streaming d'Amazon Prime Video Utopia com a Grant Bishop. El 2021, va aparèixer a la pel·lícula de terror de comèdia animada The Addams Family 2 com Pugsley Addams. El 2022, va aparèixer la sèrie de televisió de superherois de Netflix The Umbrella Academy i a la pel·lícula thriller de superherois Samaritan com a Sam Cleary.
El 2024 va aparèixer a la sèrie Under the Bridge.